# Florimond Badier
Pour les articles homonymes, voir Badier (homonymie).
Florimond Badier, né avant 1630 et mort vers 1668, est un relieur et doreur français, connu pour avoir signé trois de ses reliures, fait très rare au XVIIe siècle. Il est le père du libraire-relieur Jean (-Baptiste) Badier, reçu maître le 25 janvier 1663.

## Biographie
Florimond Badier entre en apprentissage chez le doreur parisien Jean Thomas à partir du 30 novembre 1630, devient compagnon de 1636 à 1645, est reçu maître le 6 juillet 1645. Il rejoint vers 1640 un atelier auquel les historiens ont donné son nom par convention. Il publie des mazarinades en 1649 et il est encore en activité en 1668, date à laquelle l'atelier disparaît, .

## Reliures conservées
- Reliure en maroquin rouge à décor de compartiments espacés mosaïqués et doublée de maroquin citron à décor d'encadrement, Paris, atelier de Florimond Badier, vers 1655. Paris, BnF, RLR, D-714[4]
- Reliure en maroquin rouge à décor d'encadrement quadrilobé, aux armes du prince de Condé, Paris, atelier de Florimond Badier, vers 1650-1660. Paris, BnF, RLR, RES-R-1409[5]